# Chaire de poétique
La Chaire de poétique de l'Université catholique de Louvain (Louvain-la-Neuve) est un ensemble de conférences lors desquelles un ou plusieurs écrivains francophones sont invités à venir s'exprimer sur le processus créateur et la genèse de leurs textes (roman, nouvelles, théâtre, poésie, essai...), avec l'ambition d'apporter un complément essentiel à l'étude des œuvres littéraires.
La Chaire de poétique fut créée à l'initiative du professeur Michel Otten en 1986 ; en 2000, le professeur Ginette Michaux a repris le flambeau désormais tenu, depuis 2007, par le professeur Pierre Piret. La plupart des conférences font ensuite l'objet d'une publication (aux Éditions Lansman depuis 1998).
- 1986 : Guy Vaes, Le regard romanesque (Louvain-la-Neuve, Presses universitaires de Louvain, 1987, disponible chez Lansman)
- 1987 : Henry Bauchau, L’écriture et la circonstance (Louvain-la-neuve, Presses universitaires de Louvain, 1988, disponible chez Lansman)
- 1988 : Paul Willems, Un arrière-pays (Louvain-la-Neuve, Presses universitaires de Louvain, 1989; 2e édition: 1998, disponible chez Lansman)
- 1989 : Gaston Compère, La raison fertile (Louvain-la-Neuve, Presses universitaires de Louvain, 1990, disponible chez Lansman)
- 1990 : Jean Louvet, Le fil de l’histoire. Pour un théâtre d’aujourd’hui (Louvain-la-Neuve, Presses universitaires de Louvain, 1991, disponible chez Lansman)
- 1991 : François Jacqmin, Le poème exacerbé (Louvain-la-Neuve, Presses universitaires de Louvain, 1992, disponible chez Lansman)
- 1993 : Jacqueline Harpman, Qu’est-ce qu’écrire ? (non publié)
- 1998 : Paul Emond, Une forme du bonheur (Carnières, Lansman, 1998, coll. Chaire de poétique n°1)
- 1999 : Jean-Pierre Otte, La vie écriture (non publié)
- 2000 : La poésie brève (Carnières, Lansman, 2001, coll. Chaire de poétique n°2): André Sempoux, Au-delà d’une image qui n’existe pas ; Christian Hubin, L’éliminé ; Marc Quaghebeur, La rature et le désir. Le peu, le dense, le peut-être ; Werner Lambersy, Du chant et du ahan
- 2001 : Roman et histoire (publié sous le titre Histoire et fiction, Carnières, Lansman, 2002, coll. Chaire de poétique n°3) : Jacques Sojcher, Vie et fiction. Réflexions d’un survivant ; Jean-Claude Bologne, L’écriture de l’histoire ; Pierre Mertens, Vérité de la fiction ; Jean-Louis Lippert, Franchir l’abîme (conférence non publiée)
- 2002 : Théâtre et société (Carnières, Lansman, 2004, coll. Chaire de poétique n°4) : Jean-Marie Piemme, Si mon théâtre a des pattes ; Claire Lejeune, De la poésie au théâtre : le chemin d’une vie ; Jacques De Decker, Comment j’ai écrit certaines de mes pièces ; Jean-Pierre Dopagne, L’archéologie du présent
- 2004 : Roman / récit (Carnières, Lansman, 2006, coll. Chaire de poétique n°5) : Colette Nys-Mazure, Du récit poétique ; Nicole Malinconi, Écriture du réel ; Jean-Luc Outers, Le fil de l'eau ; Caroline Lamarche, Mon premier mot fut “lumière”
- 2005 : Simon Leys : La leçon chinoise ; Poétique de Chesterton ; Belgitude de Michaux ; Rêve et réalité de Conrad
- 2007 : François Emmanuel, Les voix et les ombres (Carnières, Lansman, 2007, coll. Chaire de poétique n°6)
- 2008 : Jean-Philippe Toussaint
- 2009 : Jean-Pierre Verheggen
- 2010 : Liliane Wouters, Vie poésie
- 2011 : Jean-Marie Piemme, L'écriture comme théâtre
- 2012 : Nicole Malinconi, Que dire de l'écriture ?
- 2013 : Paul Pourveur, Survivre à la fin des grandes Histoires